# Leonard Mlodinow

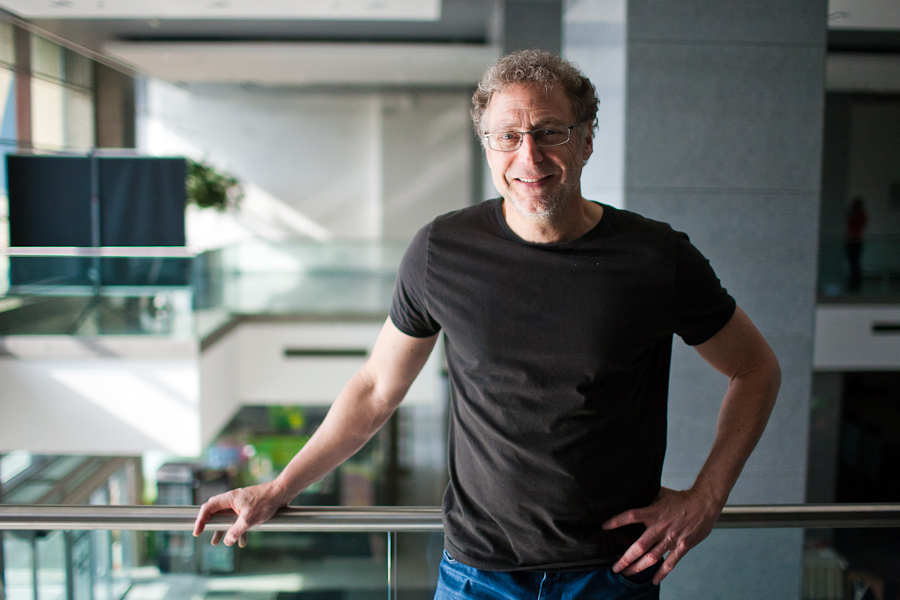
Leonard Mlodinow

Leonard Mlodinow (Chicago, 1º gennaio 1954) è un fisico, scrittore e sceneggiatore statunitense.

## Biografia
Mlodinov è figlio di sopravvissuti all'Olocausto: suo padre fu detenuto per più di un anno nel campo di concentramento di Buchenwald e divenne un capo della resistenza ebraica nella sua città natia di Częstochowa in Polonia.
Da ragazzo nutre interessi in matematica e chimica, ma il suo interesse si orienta definitivamente verso la fisica grazie alla lettura della raccolta delle lezioni di fisica di Richard Feynman (The Feynman Lectures on Physics).
I suoi lavori iniziali riguardano la teoria perturbativa (con Nikos Papanicolaou). Con Mark Hillery è considerato uno dei pionieri dello studio della teoria quantistica dei dielettrici.
È coautore di due libri del fisico Stephen Hawking: La grande storia del tempo e Il grande disegno.